# Yezda Urfa
Yezda Urfa fue una banda estadounidense de rock, perteneciente al rock progresivo de la década de 1970 y su música fusionaba varios estilos, ya que en algunas canciones se apreciaban retazos de blues, jazz y country.

## Historia
Se formaron en 1973. Sacarían una demo en 1975, llamada "Boris", reeditada más adelante. Este disco contiene canciones con gran fusión de estilos. Al año siguiente lanzarían "Sacred Baboon", en la misma onda que el anterior. Se separarían años después, en 1981. Cuatro años después, un chico llamado Peter Stoller descubriría la demo del álbum Boris, y la llevó a Greg Walker, líder de la discográfica Syn-Phonic Music, quién editaría su disco Sacreed Baboon. En 2004 saldría como disco oficial Boris.

## Miembros

### Exintegrantes
- Brad Christoff - batería, percusión (? - ?)
- Phil Kimbrough - teclados, mandolina, instrumentos de viento, vocal de apoyo (? - ?)
- Marc Miller - bajo, violonchelo, marimba, xilófono, vocal de apoyo (? - ?)
- Mark Tippins - guitarra, vocal de apoyo (? - ?)
- Michael Barry - teclados (? - ?)
- Ron Platt - teclados, vocal de apoyo (? - ?)
- Rick Rodenbaugh - vocal (? - ?)
- Mike Davies - ? (? - ?)
- Chuck Nuzo - ? (? - ?)
- Gary Stewart - ? (? - ?)

## Discografía

### Álbumes de estudio
- 1975: "Boris" (Syn-Phonic Music) (en 1975 se lanzó como una demo, pero se hizo su reedición en 2004 lanzandose finalmente como álbum de estudio debut del grupo)
- 1976: "Sacred Baboon" (Syn-Phonic Music) (se hizo una reedición en 1989)